# Pugio

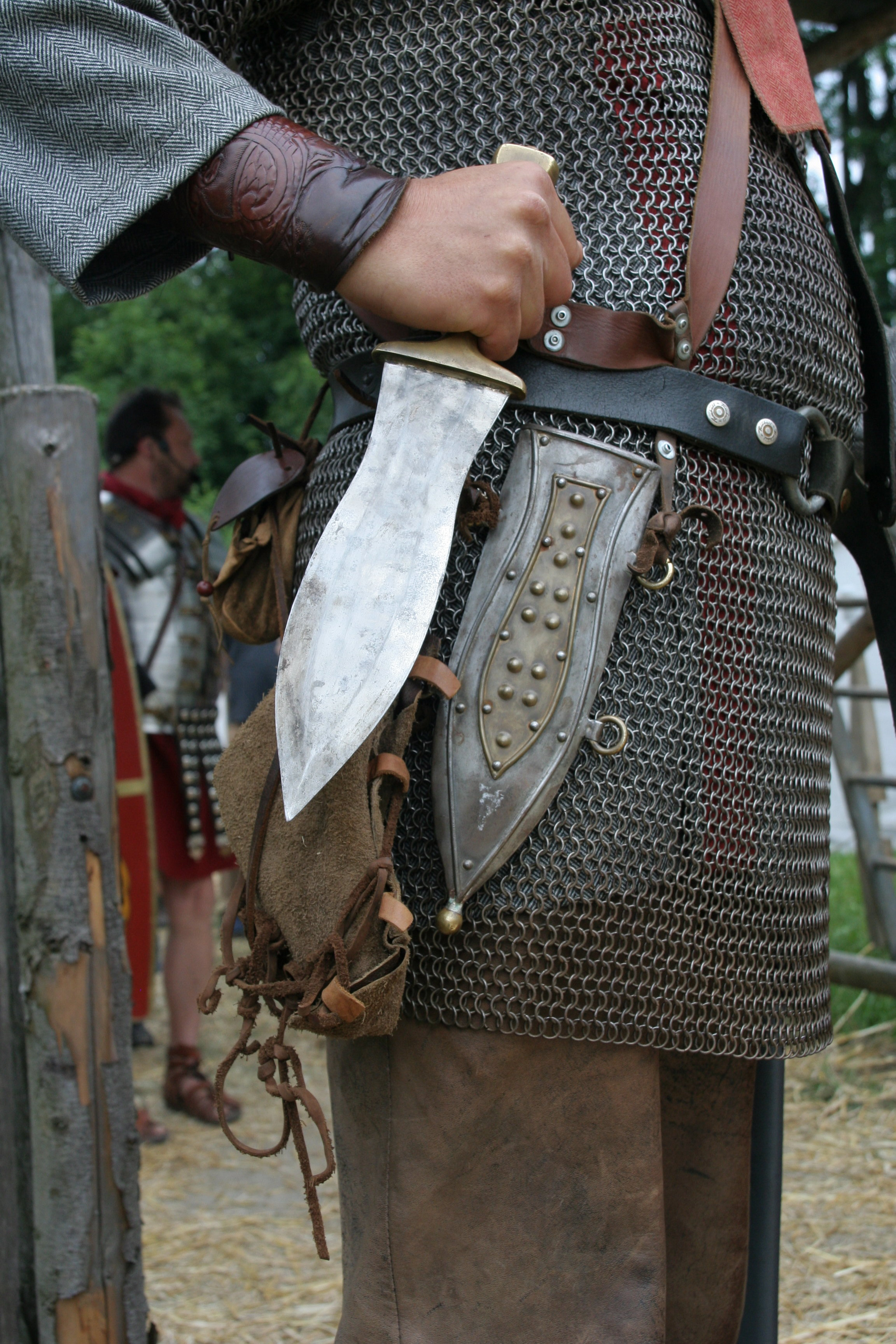
Un pugio lors d'une reconstitution historique.

Le pugio est une sorte de poignard à pointe aiguë et double tranchant. Servant parfois au corps à corps, il ne mesurait pas plus de 35 cm. Il était porté à la ceinture (à gauche pour un légionnaire et à droite pour un officier[réf. nécessaire]) par tous les grades y compris par les empereurs eux-mêmes.
Cette arme est inspirée des dagues ibériques utilisées durant la guerre des Gaules. Elle avait cependant une utilisation plus faite pour le quotidien que pour le combat. Le soldat romain s'en séparait rarement comme le montrent beaucoup de fresques sur lesquelles sont représentés ces poignards.
Après les guerres cantabres, le pugio se démocratise et devient le bijou des légionnaires, lesquels l'arboraient fièrement et n'hésitaient pas à investir de grosses sommes dans son achat[réf. nécessaire]. En bataille, il constitue en général le dernier recours d'un soldat après la perte de son glaive.
En 2019, des archéologues découvre un pugio vieux de 2000 ans en très bon état de conservation lors de fouilles du cimetière romain de Haltern am See en Allemagne. Le fourreau était incrusté d'émail et d'éclats de verre rouge. Il était fixé sur une ceinture faite de plaques de bronze et de laiton recouvertes d'étain.

## Dans les cultures populaires
Dans la série télévisée Rome, Titus Pullo attache une grande importance à son pugio qu'il porte constamment sur lui[réf. nécessaire].
Dans le film L'Aigle de la Neuvième Légion, on voit Marcus Flavius Aquila donner son pugio à un soldat pour libérer ses camarades[réf. nécessaire].
Dans la série télévisée Forever, l'immortel Adam est tué la première fois par un pugio.